# Sulzriegel (Bad Tatzmannsdorf)
Sulzriegel (ungarisch Sóshegy) ist eine Ortschaft und eine Katastralgemeinde der Gemeinde Bad Tatzmannsdorf im Burgenland, Bezirk Oberwart, Österreich.

## Geschichte
Das Angerdorf wurde erstmals im Jahr 1641 als Waldegg urkundlich erwähnt. 
Es kann jedoch angenommen werden, dass die Anfänge des Dorfes weiter zurückreichen. Die ersten Siedler kamen aus den bestehenden Nachbardörfern. Sie arbeiteten als Holzfäller oder als Knappen im Neustifter Bergwerk. Wahrscheinlich waren die ersten Siedler von Waldegg evangelisch. Die Inhaber der Herrschaft Bernstein, der der Ort angehörte, waren von 1491 bis 1644 nahezu ohne Unterbrechung die Freiherren von Königsberg, überzeugte Calviner, die ihre evangelischen Untertanen vor Verfolgung schützten und die Ausbreitung der Reformation auf diese Weise begünstigten.
Kirchlich gehörte der Ort bis 1684 zur katholischen Pfarre Mariasdorf, von 1684 bis 1812 zur katholischen Pfarre Pinkafeld und ab 1812 wieder zu Mariasdorf. Die Evangelischen schlossen sich 1783 der evangelischen Pfarre AB Stadtschlaining an. 1942 wurde eine katholische Seelsorgestation Bad Tatzmannsdorf (seit 1986 Pfarre) und 1968 eine evangelische Pfarre Bad Tatzmannsdorf gegründet, denen die Einwohner von Sulzriegel seit diesen Jahren angehören.
Der Name "Waldegg" wurde am Ende des 17. Jahrhunderts von der jetzigen Bezeichnung "Sulzriegel" abgelöst. Der ungarische Name "Sóshegy" wurde Ende des 19. Jahrhunderts offiziell eingeführt.
Es handelt sich dabei um die Übersetzung des deutschen Namens "Salzriegel", womit man den salzigen Geschmack des Wassers durch aufgelöste Mineralien charakterisierte. "Sulz" bezeichnet das Mineralwasser, das aus einer offenen Quelle in Bad Tatzmannsdorf geschöpft wurde. 
Nach dem Freikauf von allen Leistungen an den Grundherrn im Jahre 1845 war Sulzriegel eine selbständige Gemeinde bis zur Gemeindezusammenlegung mit Bad Tatzmannsdorf und Jormannsdorf im Jahre 1971. Die Wahrzeichen des Dorfes sind der alte Gemeinde-Ziehbrunnen ("Hengstbrunnen") und der Glockenturm auf dem dreieckigen Gemeindeanger.

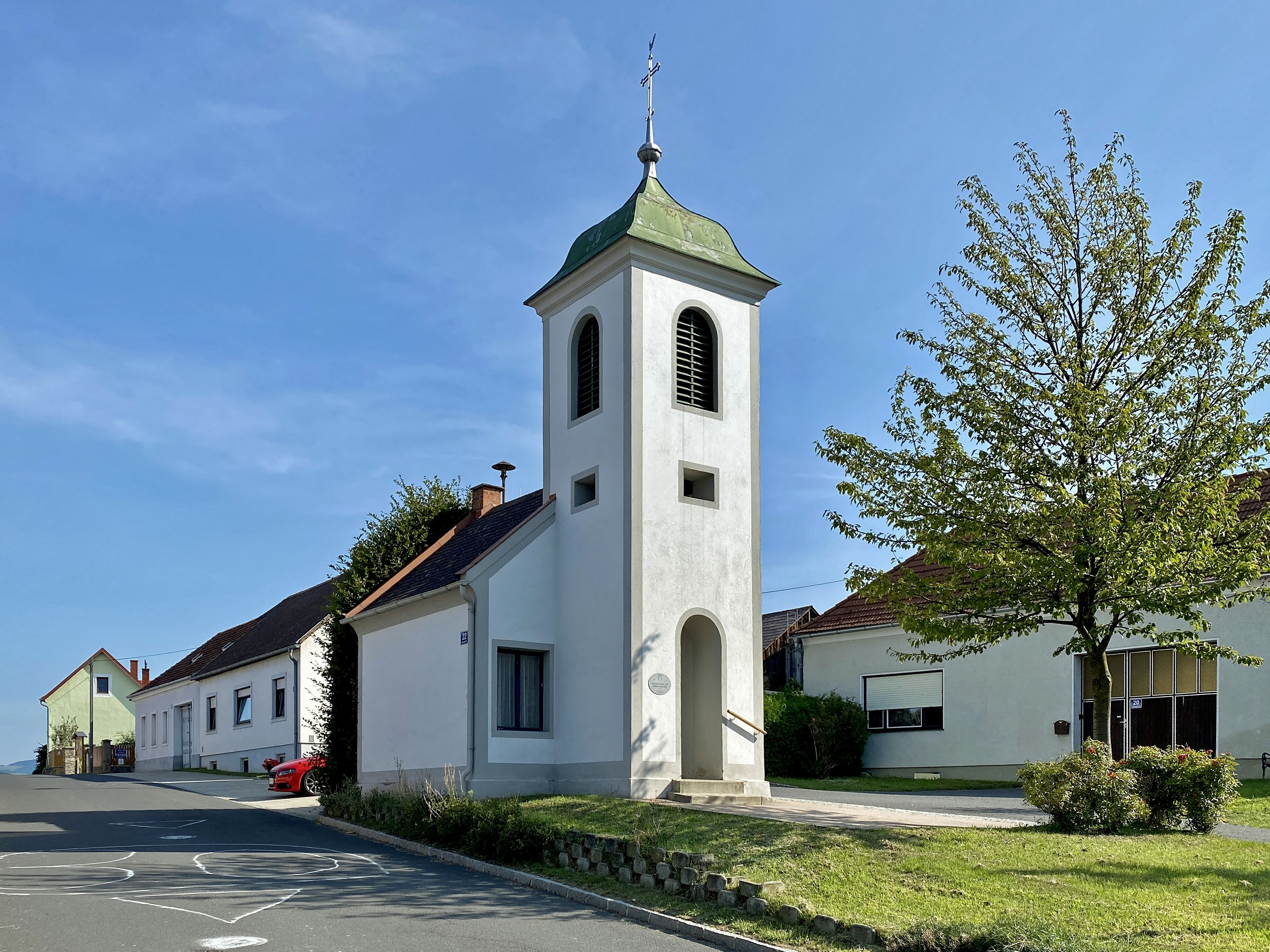
Glockenturm
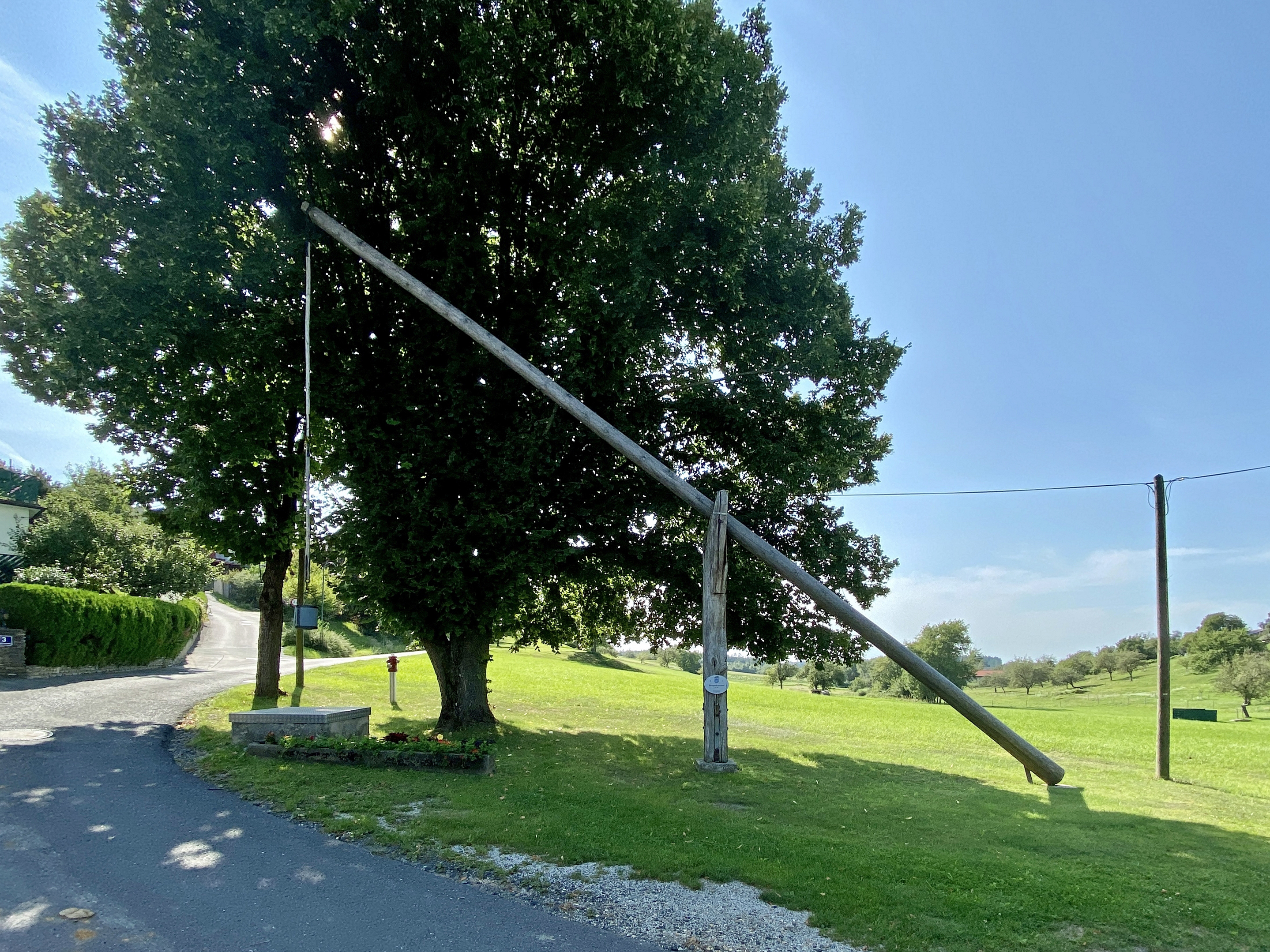
Hengstbrunnen
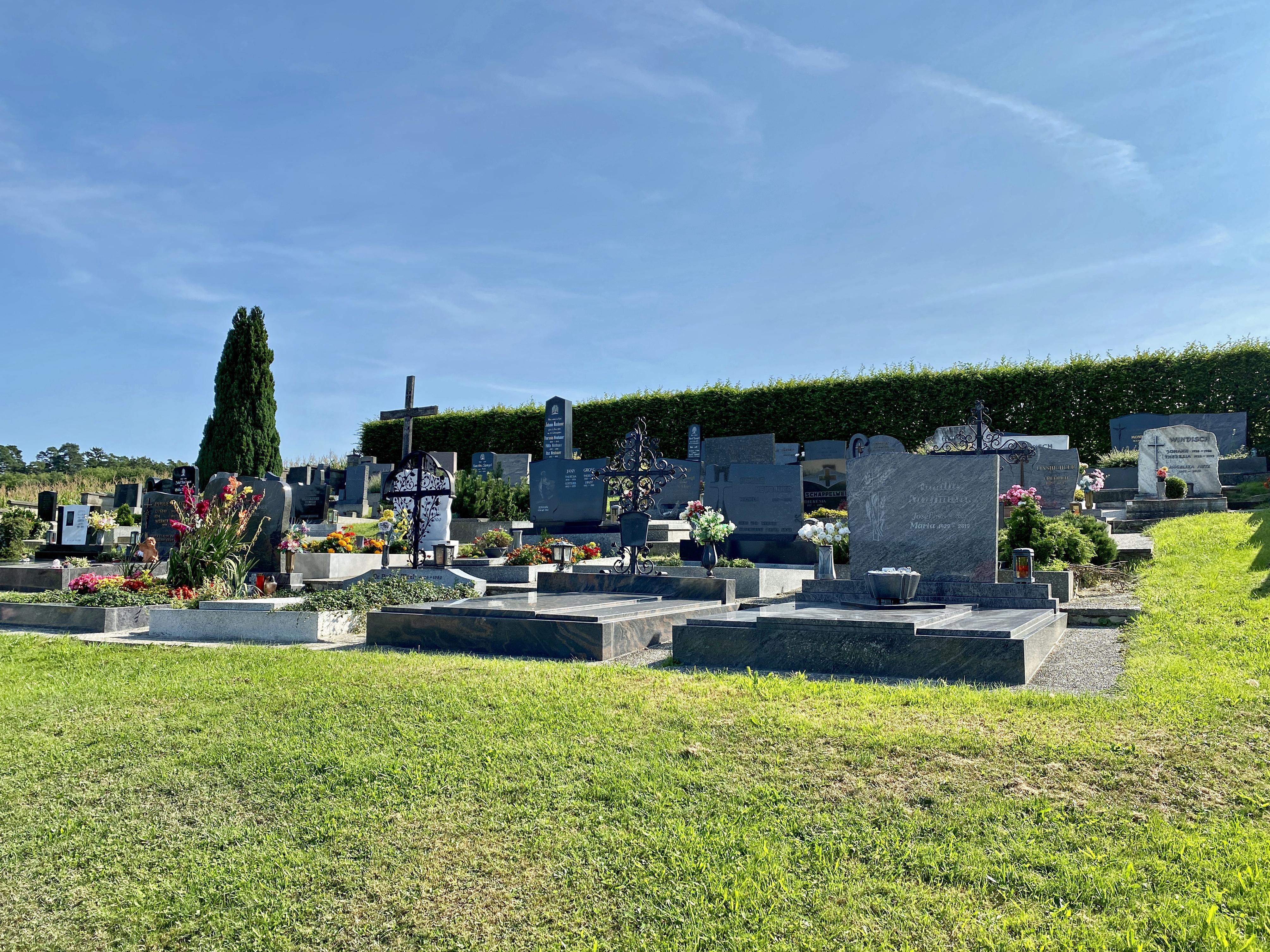
Friedhof
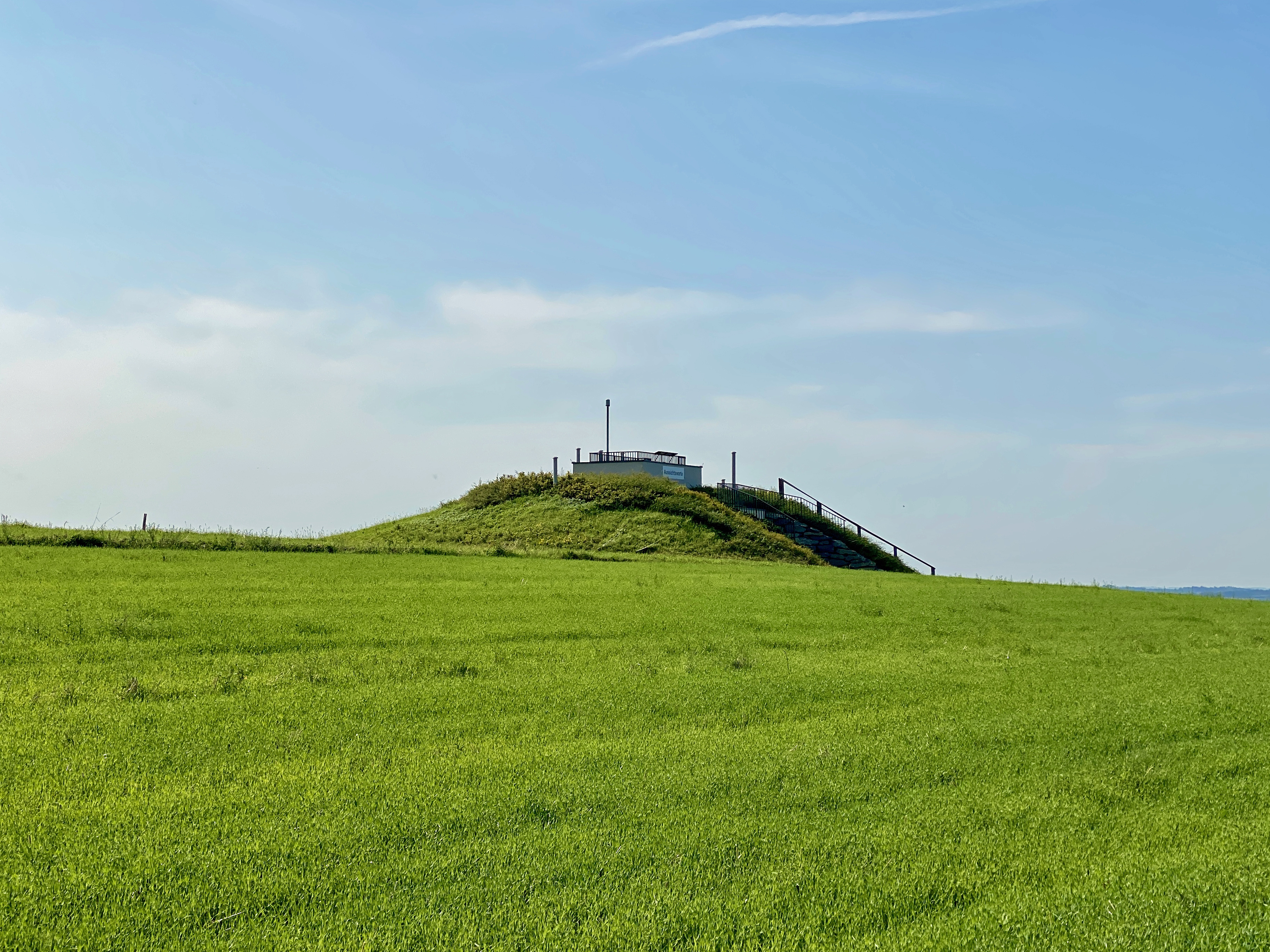
Aussichtswarte

## Sehenswürdigkeiten

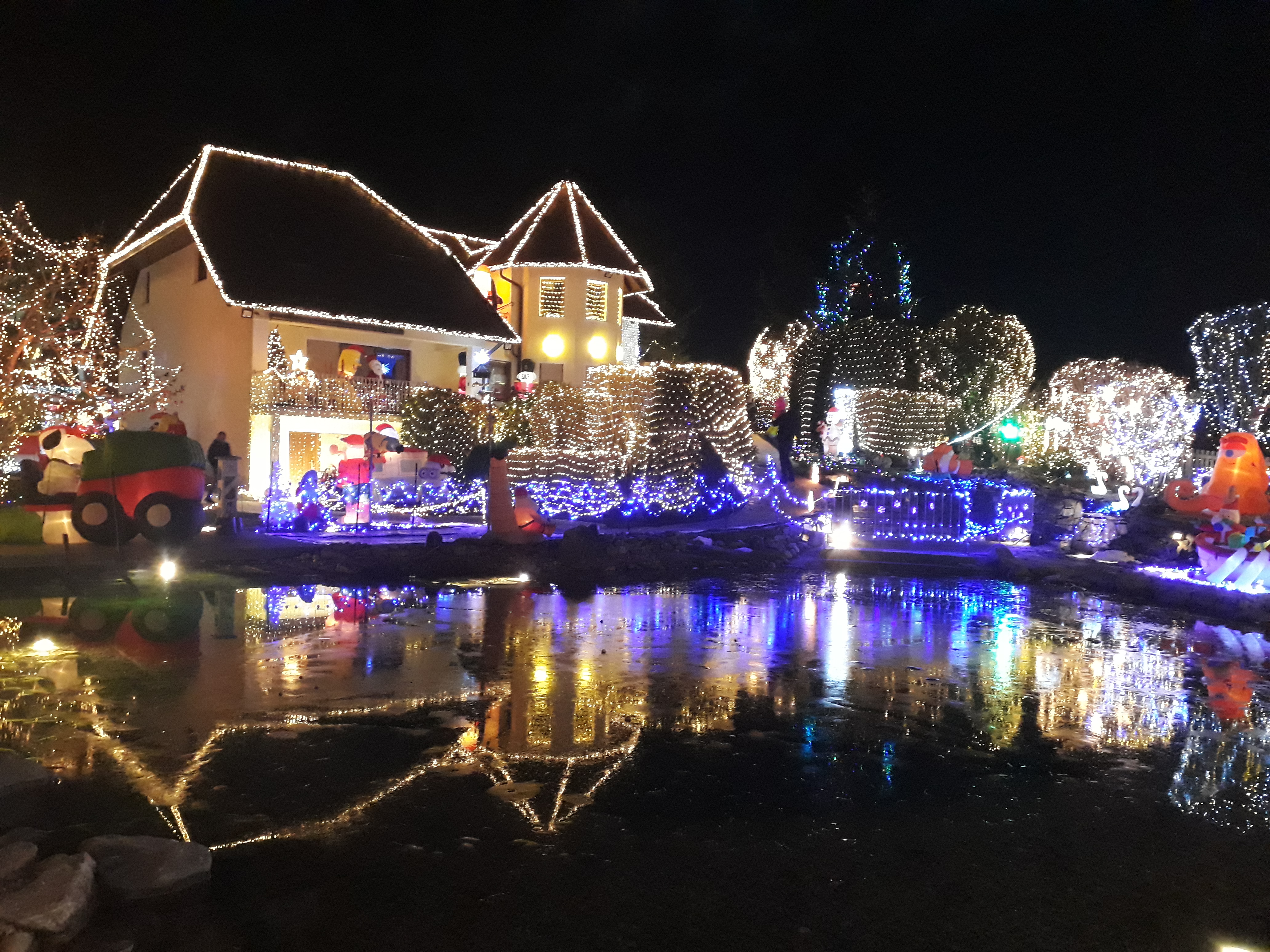
Weihnachtshaus im Ortsteil Sulzriegel

Seit 1996 befindet sich im Ortsteil Sulzriegel das Weihnachtshaus Bad Tatzmannsdorf der Familie Gollnhuber, das in der Weihnachtszeit von zahlreichen Menschen besucht wird. Der dabei erzielte Erlös wird karitativen Organisationen zur Verfügung gestellt.